# Colonia Barón
Colonia Barón é um município da província de La Pampa, na Argentina.

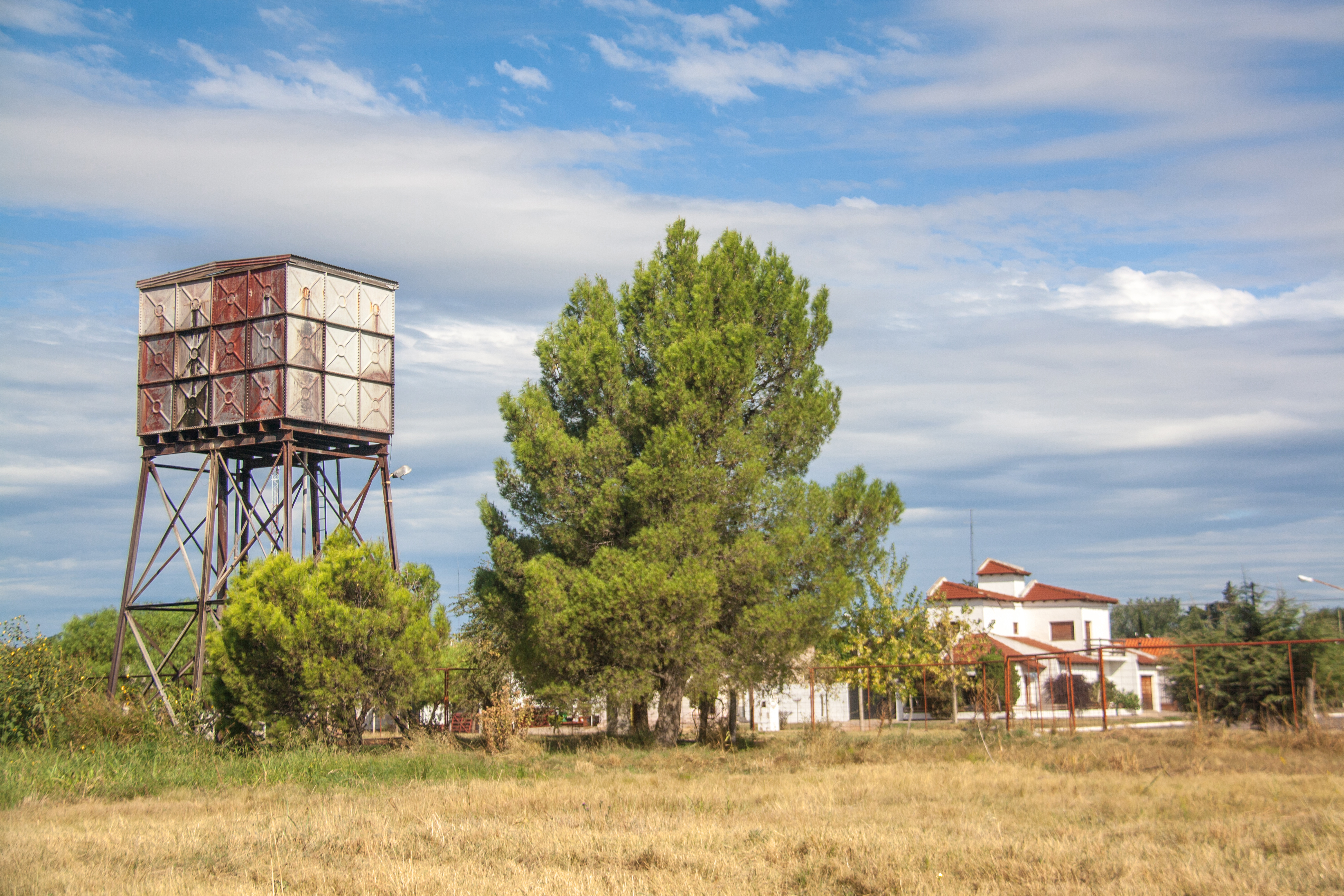